# 2017 en musique classique
| \| • Retour à la chronologie générale de la musique classique • \| |
| Grèce • Rome • Haut Moyen Âge • VIIIe siècle • IXe siècle • Xe siècle • XIe siècle XIIe siècle • XIIIe siècle • XIVe siècle • XVe siècle • XVIe siècle • XVIIe siècle XVIIIe siècle • XIXe siècle • XXe siècle • XXIe siècle |
| • Retour à la chronologie générale de la musique classique • |

| Années en musique classique : 2014 - 2015 - 2016 - 2017 - 2018 - 2019 - 2020    |
| Décennies en musique classique : 1980 - 1990 - 2000 - 2010 - 2020 - 2030 - 2040 |

Cet article présente les faits marquants de l'année 2017 en musique classique.

## Événements

### Créations
- 31 janvier : Symphonie no 11 de Philip Glass au Carnegie Hall de New York ;
- 11 juin : Hamlet, opéra de Brett Dean, au festival de Glyndebourne ;
- 3 juillet : Pinocchio, opéra de Philippe Boesmans, au festival d'Aix-en-Provence ;
- 8 septembre : Sonate d'automne, opéra de Sebastian Fagerlund, à l'Opéra national de Finlande.

### Autres
- 1er janvier : concert du nouvel an  de l'orchestre philharmonique de Vienne au Musikverein, dirigé par Gustavo Dudamel.
- 11 janvier : la Philharmonie de l'Elbe est inaugurée à Hambourg (Allemagne) ;
- 4 mars : la salle Pierre Boulez est inaugurée à Berlin (Allemagne).

## Prix
- Victor Julien-Laferrière obtient le 1er prix du Concours musical international Reine Élisabeth de Belgique consacré pour la première fois au violoncelle.
- Prix Ernst von Siemens : Pierre-Laurent Aimard, pianiste français.
- Prix Brahms : Herbert Blomstedt, chef d'orchestre.
- Prix Georges-Bizet : André Lischke pour le Guide de l'opéra russe.
- Concours de Genève : Jaehyuck Choi (en), compositeur coréen.
- Baptiste Trotignon est lauréat du grand prix lycéen des compositeurs.
- Wayne Shorter reçoit le Prix Polar Music.

## Décès
- 4 janvier : Georges Prêtre, chef d'orchestre français (° 14 août 1924).
- 5 janvier : Géori Boué, soprano française (° 16 octobre 1918).
- 8 janvier : Nicolai Gedda, ténor suédois (° 11 juillet 1925).
- 13 janvier : Anton Nanut, chef d'orchestre slovène (° 13 septembre 1932).
- 14 janvier : Giuseppe Mazzuca, compositeur et musicologue italien (à 76 ans).
- 16 janvier : Gerd Grochowski, baryton-basse allemand (° 28 février 1956).
- 18 janvier : Roberta Peters, soprano colorature américaine (° 4 mai 1930).
- 21 janvier : Veljo Tormis, compositeur estonien (° 7 août 1930).
- 27 janvier : Henry-Louis de La Grange, musicologue français (° 26 mai 1924).
- 30 janvier : Walter Hautzig, pianiste (° 28 septembre 1921).
- 31 janvier : Matilde Capuis, organiste, pianiste et compositrice italienne (° 1er janvier 1913).
- 4 février : Gervase de Peyer, clarinettiste britannique (° 11 avril 1926).
- 21 février : Stanisław Skrowaczewski, chef d'orchestre et compositeur polonais(° 3 octobre 1923).
- 27 février : Jórunn Viðar, compositrice et pianiste islandaise (° 7 décembre 1918).
- 28 février : Claude Pascal, compositeur français (° 19 février 1921).
- 5 mars : 
  - Fiora Contino, cheffe d'orchestre et enseignante américaine (° 17 juin 1925).
  - Kurt Moll, basse allemande (° 11 avril 1938).
- 20 mars : Louis Frémaux, chef d'orchestre français (° 13 août 1921).
- 6 avril : Wolfgang Rehm, musicologue allemand, éditeur de la Neue Mozart-Ausgabe (° 3 septembre 1929).
- 12 avril : Kathleen Cassello, soprano américaine (° 13 août 1958).
- 14 avril : Manfred Jung, ténor allemand (° 9 juillet 1940).
- 24 avril : Agnes Giebel, soprano allemande (° 10 août 1921).
- 1er mai : Éliane Lublin, soprano française (° 10 avril 1938).
- 27 avril : Eduard Brunner,  clarinettiste classique suisse (° 14 juillet 1939).
- 28 mai : Élisabeth Chojnacka, claveciniste polonaise (° 10 septembre 1939).
- 31 mai : Jiří Bělohlávek, chef d'orchestre tchèque (° 24 février 1946).
- 2 juin : Jeffrey Tate, chef d'orchestre britannique (° 28 avril 1943).
- 6 juin : Paul Zukofsky, violoniste américain (° 22 octobre 1943).
- 15 juin : Jacques Charpentier, compositeur et organiste français (° 18 octobre 1933).
- 21 juin : Ludger Rémy, claveciniste allemand (° 4 février 1949).
- 6 juillet : Pierre Henry, compositeur français (° 9 décembre 1927).
- 7 juillet : Suzanne Chaisemartin, organiste française (° 7 février 1921).
- 11 juillet : Luigi Ferdinando Tagliavini, organiste, claveciniste et musicologue italien (° 7 octobre 1929).
- 26 juillet : Paul Angerer, altiste, chef d’orchestre et compositeur autrichien (° 16 mai 1927).
- 27 juillet : Gilles Tremblay, compositeur canadien (° 6 septembre 1932).
- 28 juillet : Hans-Rudolf Stalder, clarinettiste classique suisse, notamment sur cor de basset et clarinette de basset (° 9 juillet 1930).
- 1er août : Ana-Maria Avram, compositrice, musicologue et chef d'orchestre roumaine (° 12 septembre 1961).
- 8 août : Pēteris Plakidis, compositeur letton (° 4 mars 1947).
- 24 août : Aloys Kontarsky, pianiste allemand (° 14 mai 1931).
- 4 septembre : Iryna Kyrylina, compositrice ukrainienne(° 25 mars 1953).
- 6 septembre : Derek Bourgeois, compositeur britannique (° 16 octobre 1941).
- 12 septembre : Siegfried Köhler, chef d'orchestre et compositeur allemand (° 30 juillet 1923).
- 27 septembre : Zuzana Růžičková, claveciniste tchèque (° 14 janvier 1927).
- 2 octobre : Klaus Huber, compositeur suisse (° 30 novembre 1924).
- 17 octobre : Ingvar Lidholm, compositeur suédois (° 24 février 1921).
- 22 octobre : Jean-Jacques Werner, compositeur et chef d'orchestre français (° 20 janvier 1935).
- 9 novembre : Daria Hovora, pianiste française.
- 12 novembre : Michel Chapuis, organiste français (° 15 janvier 1930).
- 22 novembre : Dmitri Khvorostovski, baryton russe (° 16 octobre 1962).
- 12 décembre : Harry Sparnaay, clarinettiste basse, compositeur et professeur de musique néerlandais (° 14 avril 1944).